# NTRIP
Networked Transport of RTCM via Internet Protocol (NTRIP) este un protocol standard deschis bazat pe Hypertext Transfer Protocol (HTTP)  pentru difuzarea corecțiilor diferențiale  (DGPS) sau al altor tipuri de date GNSS prin intermediul internetului. Aceste date sunt transmise în format standardizat RTCM-104 (Radio Technical Commission for Maritime Services).  
NTRIP permite accesul la internet prin rețele mobile bazate pe IP, cum sunt rețelele GSM, GPRS, EDGE sau UMTS. 
NTRIP a fost dezvoltat de către Agenția Germană Federală de Cartografie și Geodezie (BKG) și Universitatea Tehnică din Dortmund și lansat în septembrie 2004 prin versiunea 1.0. 
Versiunea actuală a protocolului este versiunea 2.0 cu amendamentul 1, din 28 iunie 2011. 
Utilizarea acestei tehnologii se realizează prin intermediul a trei module: 
- Ntrip Server, pentru transferul datelor de la stațiile permanente la serverul central
- Ntrip Caster, este serverul principal, componenta principală a sistemului, realizând colectarea, administrarea, și transferul datelor diferențiale
- Ntrip Client, permite accesarea de către utilizatori a datelor difuzate de NtripCaster.

Aceste module pot fi instalate pe diverse echipamente ca receptoare GNSS, calculatoare desktop, laptop, PDA, telefoane mobile ș.a. 
NTRIP este utilizată pe scară largă în topografie, geodezie și agricultură pentru a permite poziționarea RTK precisă. Această metodă permite utilizatorilor să efectueze operațiuni cu o precizie de 1 cm, comparativ cu precizia de 20-30 cm oferită de sistemele GPS convenționale.